# 凯布山纳夫

荷魯斯的四個兒子，頭部為隼形者即是凱布山納夫。

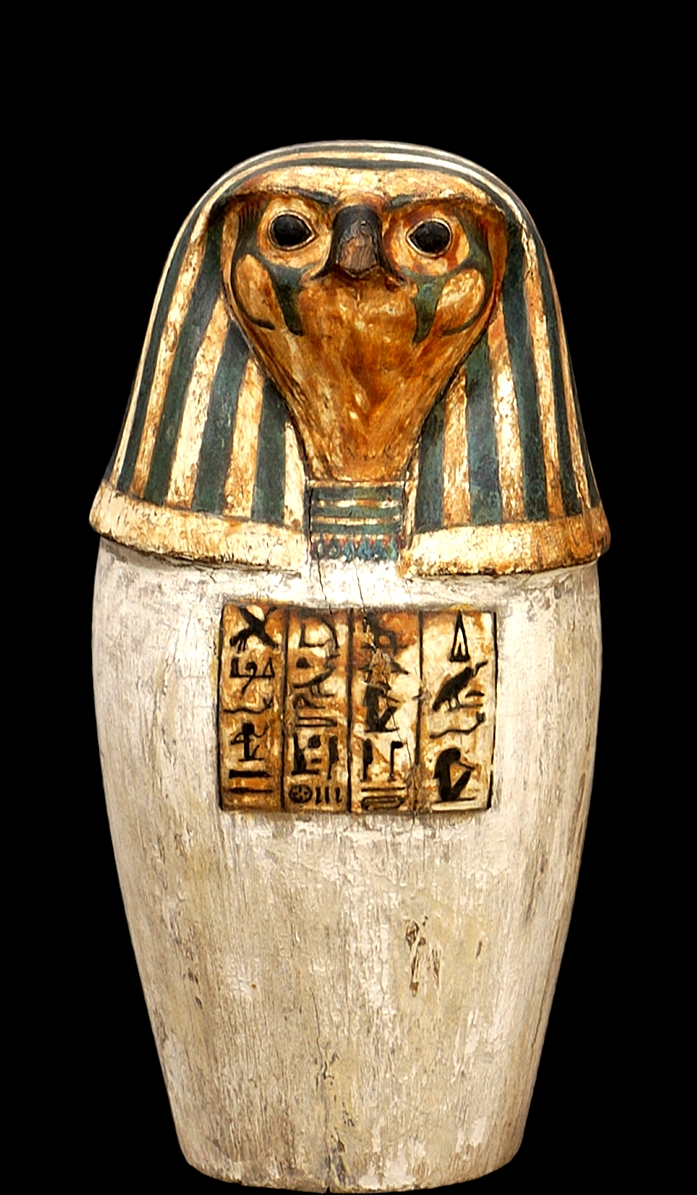
凱布山納夫的罐子

在埃及神話中的凱布山納夫，或作凱夫山納和凱布姍那夫（Qebshenuf，Kebechsenef，Kebehsenuf，Qebehsenuf）是葬禮之神、荷魯斯的四個兒子之一，在他們看管的四個罐子（canopic jars）中他看管裝著腸的罐子。和他的兄弟們相同，都各自代表著一種動物，而凱布山納夫象徵老鷹與禿鷲。艾西斯和奈芙蒂斯是他的守護者。
在古埃及墓穴中，凱布山納夫的陶偶像放在西面。

## 資料來源
1. 1 2  魯剛主編（1989年）：1896頁，《世界神話辭典》，沈陽：遼寧人民出版社，ISBN 7-205-00960-X。